# 왕립음악원

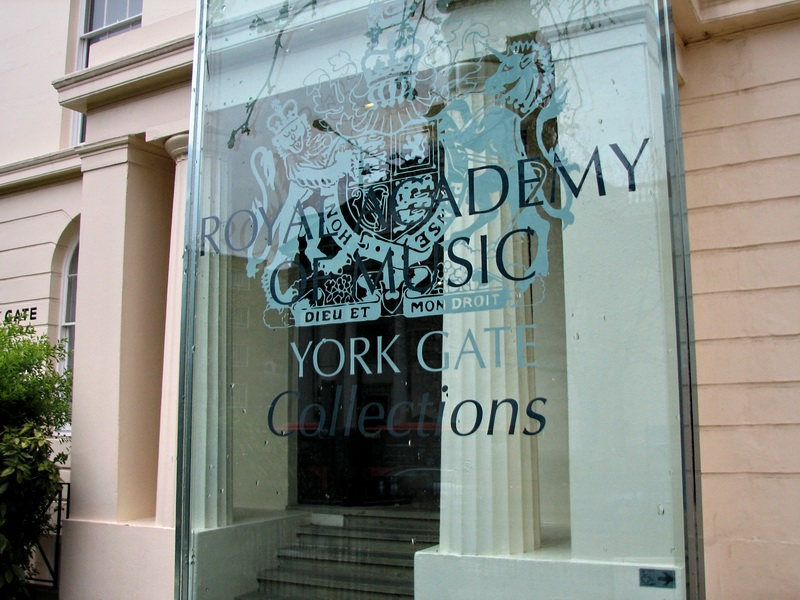
왕립음악원

왕립음악원 또는 왕립 음악 아카데미(영어: Royal Academy of Music, RAM)은 런던에 있는 영국의 예술 학교로, 런던 대학교의 구성 대학(Collegiate university)이다. 1822년에 설립된 영국에서 가장 오래된 학위 수여 음악 학교이다. 1830년 로열 차터(en:Royal charter)를 받았다. 영국 법 아래 등록된 자선 단체이다. 세계에서 가장 좋은 음악학교 중 하나이며 세계 5대 음악원 중 하나로 유명하다.

## 같이 보기
- 왕립음악대학(RCM)